# 伯扎勒
伯扎勒（法語：Bezalles，法語發音：[bəzal]）是法国塞纳-马恩省的一个市镇，属于普罗万区。

## 地理
伯扎勒（48°40'42"N, 3°14'34"E）面积2.66 平方千米，位于法国法蘭西島大區塞纳-马恩省，该省份为法国北部内陆省份，北起瓦兹省，西接埃松省、马恩河谷省、塞纳-圣但尼省和瓦兹河谷省，南至卢瓦雷省，东南接约讷省，东临马恩省和奥布省，东北接埃纳省。
与伯扎勒接壤的市镇（或旧市镇、城区）包括：圣伊利耶、巴诺-维勒加尼翁、布瓦东、尚瑟内。

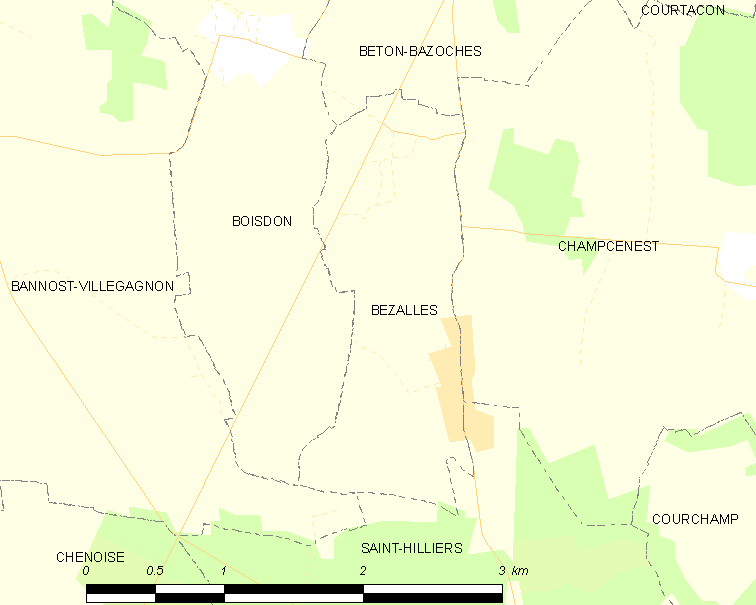
伯扎勒的OSM定位图

伯扎勒的时区为UTC+01:00、UTC+02:00（夏令时）。

## 行政
伯扎勒的邮政编码为77970，INSEE市镇编码为77033。

## 政治
伯扎勒所属的省级选区为普罗万县。

## 人口

1962-2008年间伯扎勒人口变化图示

伯扎勒于2022年1月1日时的人口数量为224人。